# 킬미 (2009년 영화)
"킬미"는 2009년에 개봉한 대한민국의 영화이다.

## 캐스팅
- 신현준 : 윤현준 역
- 강혜정 : 서진영 역
- 김혜옥 : 윤여경 역
- 박철민 : 이만수 역
- 정성모 : 나금수 역
- 심우창 : 안상복 역
- 김영민 : 민 실장 역
- 백도빈 : 신인 킬러 역
- 김한 : 백준수 역
- 김성오 : 어깨 1 역
- 박혁민 : 어깨 2 역
- 김태수 : 어깨 3 역
- 최진호 : 한준석 역
- 류성현 : 오피스텔 건달 역
- 한철우 : 무장 탈주범 역
- 이의선 : 맹인 역
- 정민성 : 형사 1 역
- 정미남 : 형사 2 역
- 이승준 : 형사 3 역
- 강진휘 : 중간보스 역
- 한춘일 : 국회 경비 역
- 오성수 : 스포츠카 남 역
- 전지혜 : 스포츠카 여 역
- 김연수 : 준수 신부 역
- 양승걸 : 현준 의사 역
- 손진호 : 여경 의사 역
- 김현아 : 주인 언니 역
- 전헌태 : 도심저격 지휘관 역
- 이윤건 : 스타렉스 남 역
- 이광수 : 프로파일러 역
- 장문석 : 젊은 형사 역
- 이두섭 : 경찰특공대 역
- 이우진 : 경찰특공대 역
- 양종현 : 교도관 역
- 정관용 : TV 사회자 역 (특별출연)